# Amyna griseola
Amyna griseola är en fjärilsart som beskrevs av Pieter Cornelius Tobias Snellen 1872. Amyna griseola ingår i släktet Amyna och familjen nattflyn. Inga underarter finns listade i Catalogue of Life.